# Trisetum serpentinum
Trisetum serpentinum är en gräsart som beskrevs av Elizabeth Edgar och A.P.Druce. Trisetum serpentinum ingår i släktet glanshavren, och familjen gräs. Inga underarter finns listade i Catalogue of Life.